# Духовское сельское поселение
Духовское се́льское поселе́ние — сельское поселение в Спасском районе Приморского края.
Административный центр — село Духовское.

## История
Статус и границы сельского поселения установлены Законом Приморского края от 11 ноября 2004 года № 163-КЗ «О Спасском муниципальном районе»

## Население
| 2010 | 2011  | 2012  | 2013  | 2014  | 2015 | 2016 |
| ---- | ----- | ----- | ----- | ----- | ---- | ---- |
| 1166 | ↘1165 | ↘1105 | ↘1079 | ↘1028 | ↘960 | ↘925 |
| 2017 | 2018  | 2019  | 2020  | 2021  |      |      |
| ↘896 | ↘877  | ↘863  | ↘842  | ↘627  |      |      |

## Состав сельского поселения
В состав сельского поселения входят 4 населённых пункта:
| № | Населённый пункт | Тип населённого пункта       | Население |
| - | ---------------- | ---------------------------- | --------- |
| 1 | Духовское        | село, административный центр | ↘506      |
| 2 | Никитовка        | село                         | ↘10       |
| 3 | Новорусановка    | село                         | ↘371      |
| 4 | Сунгач           | железнодорожная станция      | ↘279      |

## Местное самоуправление
Администрация
Адрес: 692248, с. Духовское, ул. Ленинская, 20. Телефон: 8 (42352) 7-75-47
Глава администрации
- Косяк Алексей Павлович